# رز سیتی (میشیگان)
رز سیتی، میشیگان (به انگلیسی: Rose City, Michigan) یک شهر در ایالات متحده آمریکا با جمعیت ۶۵۳ نفر است که در میشیگان واقع شده‌است.

## موقعیت جغرافیایی
موقعیت جغرافیایی شهرها و مناطق اطراف به شرح زیر است: